# Grace M
La Grace M era una nave traghetto costruita nel 1972 in Giappone con il nome di Ferry Nagato.

## Storia
Varata in Giappone nel 1972, fu impiegata insieme alla gemella Ferry Akashi sul collegamento Kōbe - Kokura fino al 1991, quando fu ceduta, sempre insieme alla gemella, alla compagnia di navigazione greca Marlines. Disarmata ad Eleusis Bay in attesa di lavori di rifacimento, vi rimase addirittura per dodici anni senza mai subire tali interventi lavori. Nel 1998 cambiò nome in Felicia ma rimase ulteriormente in disarmo fino al 2003, quando fu venduto per la demolizione in Turchia.

## Navi gemelle
- Dame M